# Super Eliogabalo
Super Eliogabalo è un romanzo di Alberto Arbasino. 
Il libro, scritto in uno stile surrealista e camp, racconta un fine settimana romano di un moderno imperatore che si ispira a Eliogabalo e che finirà ucciso e santificato dalle sue tre madri.

## Edizioni
- Alberto Arbasino, Super Eliogabalo, Einaudi, Torino, 1969, pp. 351;
- Alberto Arbasino, Super Eliogabalo, Adelphi, Milano, 1978, pp. 351.